# Thorsman & Co
Thorsman & Co AB var ett svenskt företag som grundades 1959 av Osvald Thorsman (1924-1973). Företaget var produktutvecklare och tillverkare av produkter för el- och byggbranschen. 
En känd produkt är den färgkodade Thorsman-pluggen, konstruerad för att fästa detaljer i till exempel tegel- eller betongväggar, och som patenterades av Oswald Thorsman 1957.
När Thorsman & Co AB var som störst i slutet av 1990-talet var antalet anställda cirka 1 400, varav 300 – 400 vid anläggningen i Nyköping. Under en period ägdes det av Industrivärden, som avyttrade det 1997 till Lexelgruppen.
År 2007 gav Posten ut en serie frimärken under rubriken Svenska innovationer där Thorsman-pluggen var en av innovationerna vid sidan av skiftnyckeln av Johan Petter Johansson, Allgloben av Elisabeth Gagnemyhr och Cool Globe av Birgitta Folcker-Sundell.
Från 2003 ingick Thorsman & Co AB i det franska företaget Schneider Electric S/A. I oktober 2015 beslutades att Thorsman & Co AB skulle läggas ner. 

## Historik
- 1958 Företaget grundas i Bålsta och etablerar sig i Nyköping några år senare.
- 1970 Ericsson köper Thorsman.
- 1976 Thorsman förvärvar Widells Metallprodukter AB i Wäxjö.
- 1978 Verksamheten flyttar från Perioden till Arnö Industriområde i Nyköping.
- 1992 Säljbolaget Thorsman Marknad Sverige bildas.
- 1995 Thorsman förvärvar Wibe i Mora.
- 1997 Thorsman säljs till Lexel AB.
- 1999 Schneider Electric förvärvar Lexel AB och därmed Thorsman & Co.
- 2015 I oktober beslutades att Thorsman & Co AB ska läggas ner.

## Bilder

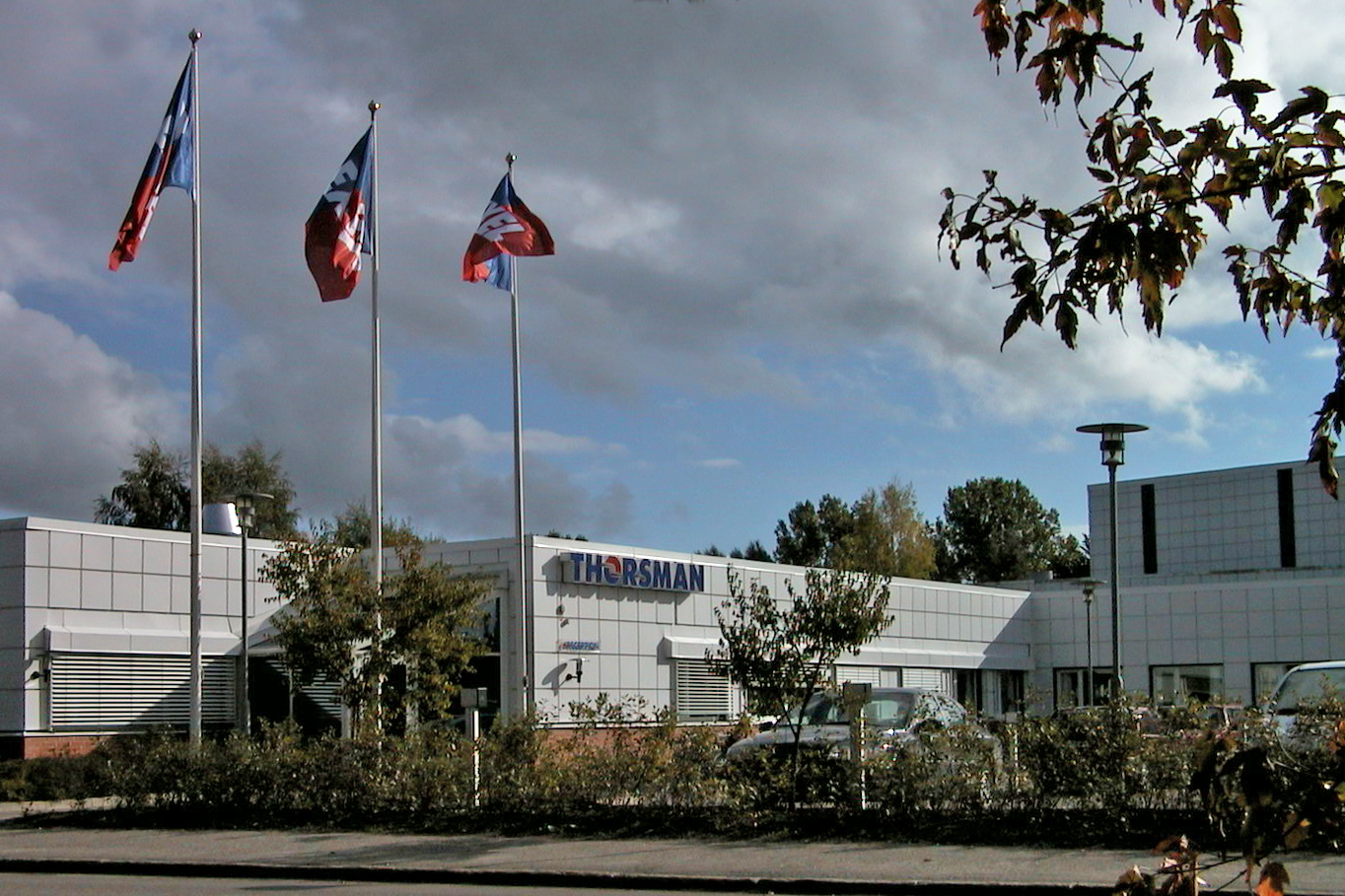
Thorsman & Co svenska marknadsbolag i Nyköping.
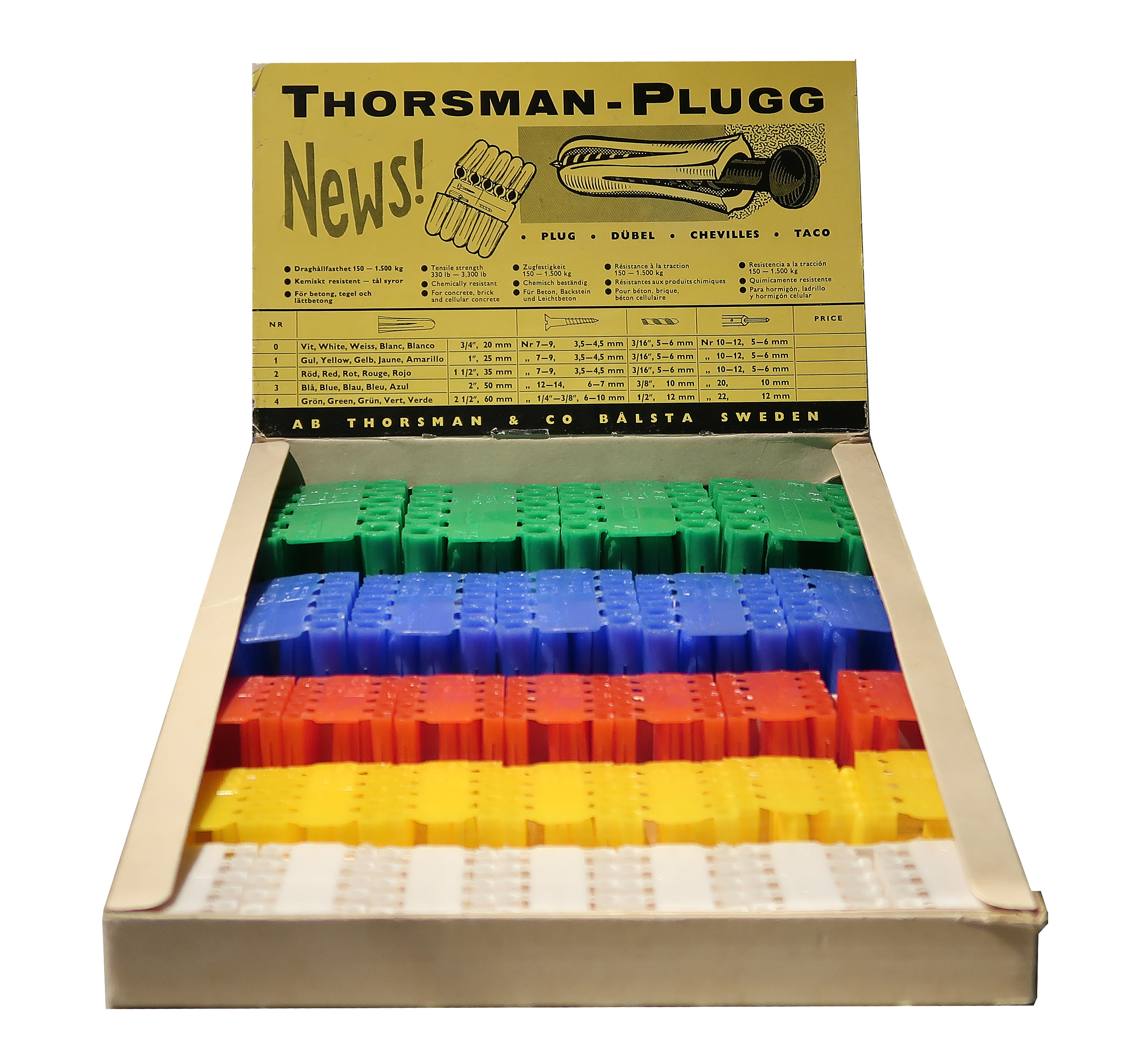
Den färgkodade pluggen patenterades 1957.
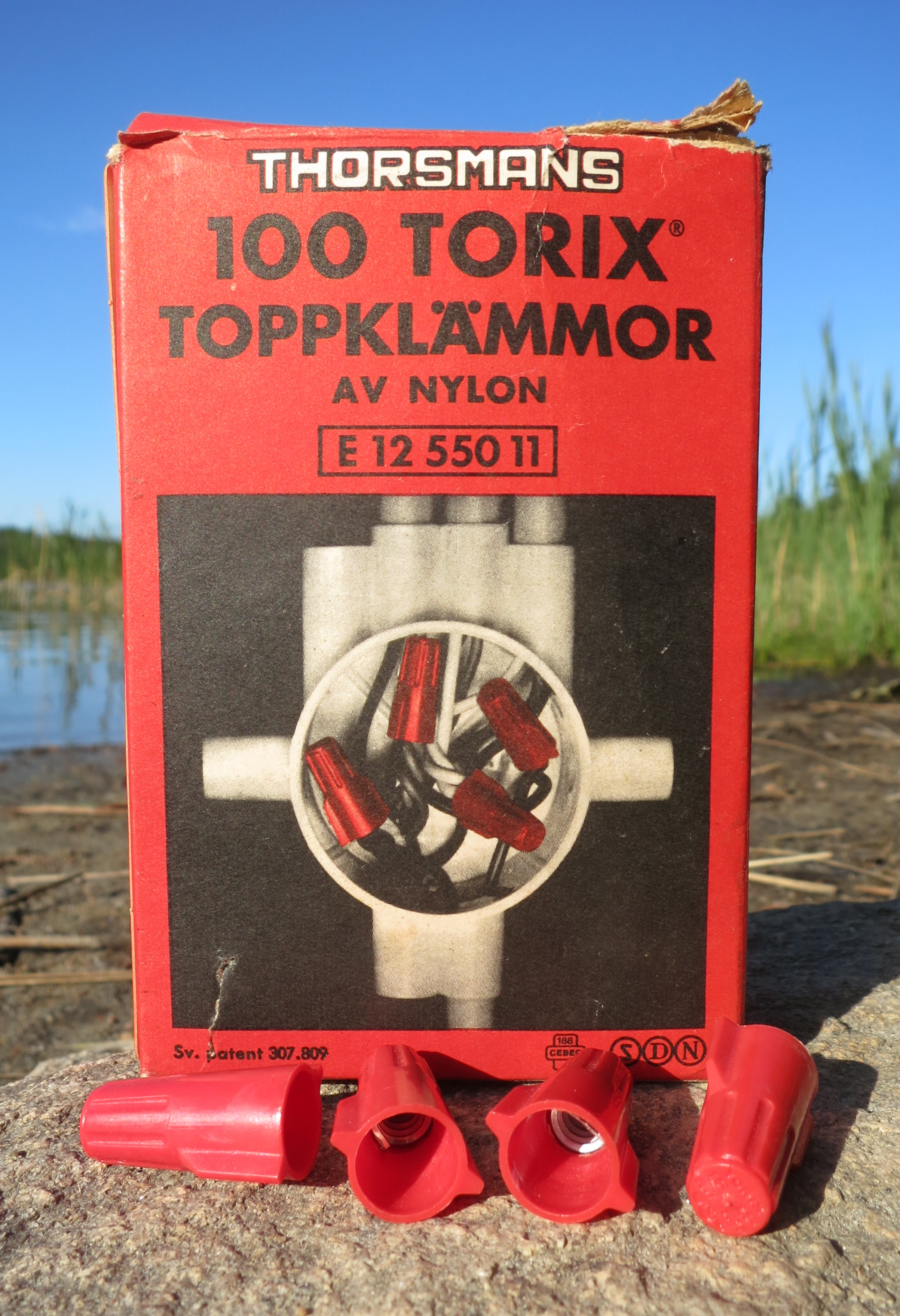
Thorsmans Torix-toppklämma.